# 三河工芸ガラス美術館
三河工芸ガラス美術館 （みかわこうげいガラスびじゅつかん）は、愛知県西尾市にある私設美術館。

## 概要
ガラス工芸家で同館の館長を務める神谷一彦（カズヒコ）が、1993年（平成5年）3月に自宅の一角に開設したガラスアートギャラリー前身で、2000年（平成12年）にガラス工芸美術館として開館した。
館内にはカズヒコ自身の作品を多数展示しているほか、2002年（平成14年）にギネス記録に認定された巨大万華鏡「スフィア」が展示されている。このほか、ガラス体験教室があり万華鏡やステンドグラス、サンドブラスト（ガラスエッチング）などのガラス工芸を体験することができる。
また、美術館開館以来「映画とモデルガンで綴るてっぽう展示館」を併設していたが、2023年（令和5年）11月末をもって展示を終了している。

## 利用案内
- 開館時間 : 10:00 - 17:30
- 休館日 : 月曜日（祝日の場合は翌日）、第１火曜定休、年末年始
- 入館料 : 一般 1000円、小学生 600円、幼児 400円

## 交通アクセス
- 名鉄西尾線「西尾駅」から名鉄バスに乗り継ぎ「上矢田北」バス停下車、徒歩約10分[4]。